# كاتدرائية قرطبة (المكسيك)
كاتدرائية قرطبة في ولاية فيراكروز (بالإسبانية: Catedral de la Inmaculada Concepción de Córdoba) هي كاتدرائية كاثوليكية تقع في مدينة قرطبة بولاية فيراكروز في المكسيك. وهي الكنيسة الرئيسية لأبرشية قرطبة وتُكرَّس للطاهرة مريم العذراء.

## التاريخ
تعود أصول الكنيسة إلى القرن السابع عشر، حيث بدأ بناؤها في فترة الاستعمار الإسباني. وقد شُيدت على الطراز الباروكي، ثم خضعت لاحقًا لعدة عمليات تجديد وإعادة تصميم، أضيفت خلالها عناصر من الطراز النيوكلاسيكي.
في عام 2000، أصبحت المقر الرسمي لأبرشية قرطبة، بعد إنشائها من قبل الكرسي الرسولي.

## العمارة
تتميز الكاتدرائية بـ:
- واجهة بديعة من الحجر الأبيض.
- برجين متماثلين تعلوهما قباب.
- تصميم داخلي غني بالزخارف والأعمدة النيوكلاسيكية.
- مذبح مركزي مزخرف وتماثيل لمريم العذراء وقديسين آخرين.

## الأهمية الدينية
تُعد الكاتدرائية مركزًا روحيًا هامًا في منطقة فيراكروز، وتُقام فيها الاحتفالات الدينية الرئيسية، لا سيما خلال أعياد الميلاد وأسبوع الآلام.